# Espejo de Claude

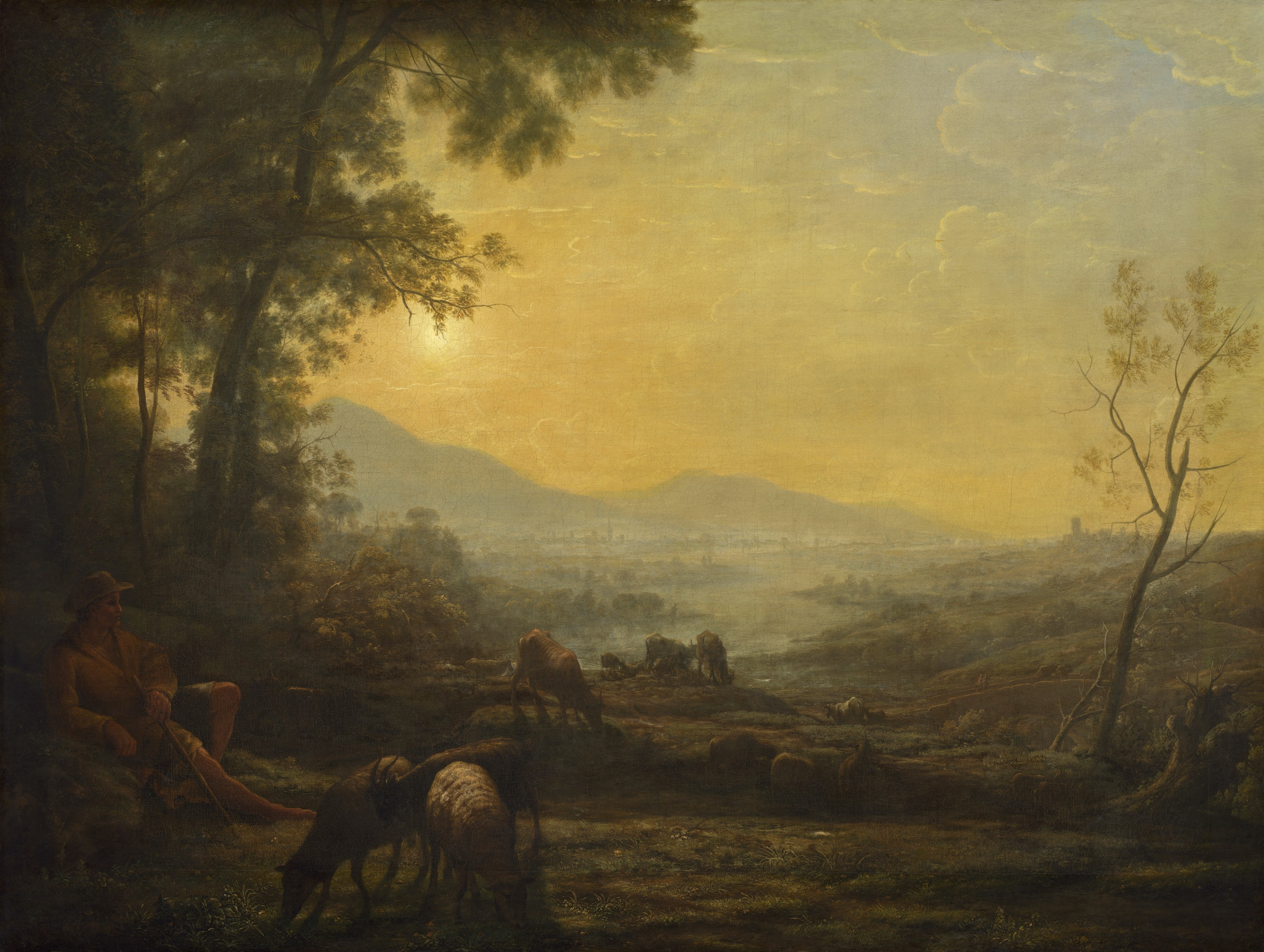
Pastor (1655-1660), de Claude Lorrain (National Gallery of Art, Washington D. C.) Ejemplo que representa la gradación de tonos y de luz que los artistas quisieron emular con los espejos de Claude.

Un espejo de Claude (o espejo negro) es un pequeño espejo ligeramente convexo  que tiene su superficie tintada. Estos espejos, guardados en pequeñas cajas o en pequeños estuches plegados, eran usados por artistas, pintores de paisajes, viajeros y aficionados al paisajismo. Su curvatura producía el efecto de abstraer la porción del paisaje que interesaba ver de todo lo que le rodeaba, reduciendo la escala de la vista, y el tinte (que generalmente era sepia o marrón) simplificaba el color y el rango tonal de la escena para darle una cualidad más pictórica.

## Descripción

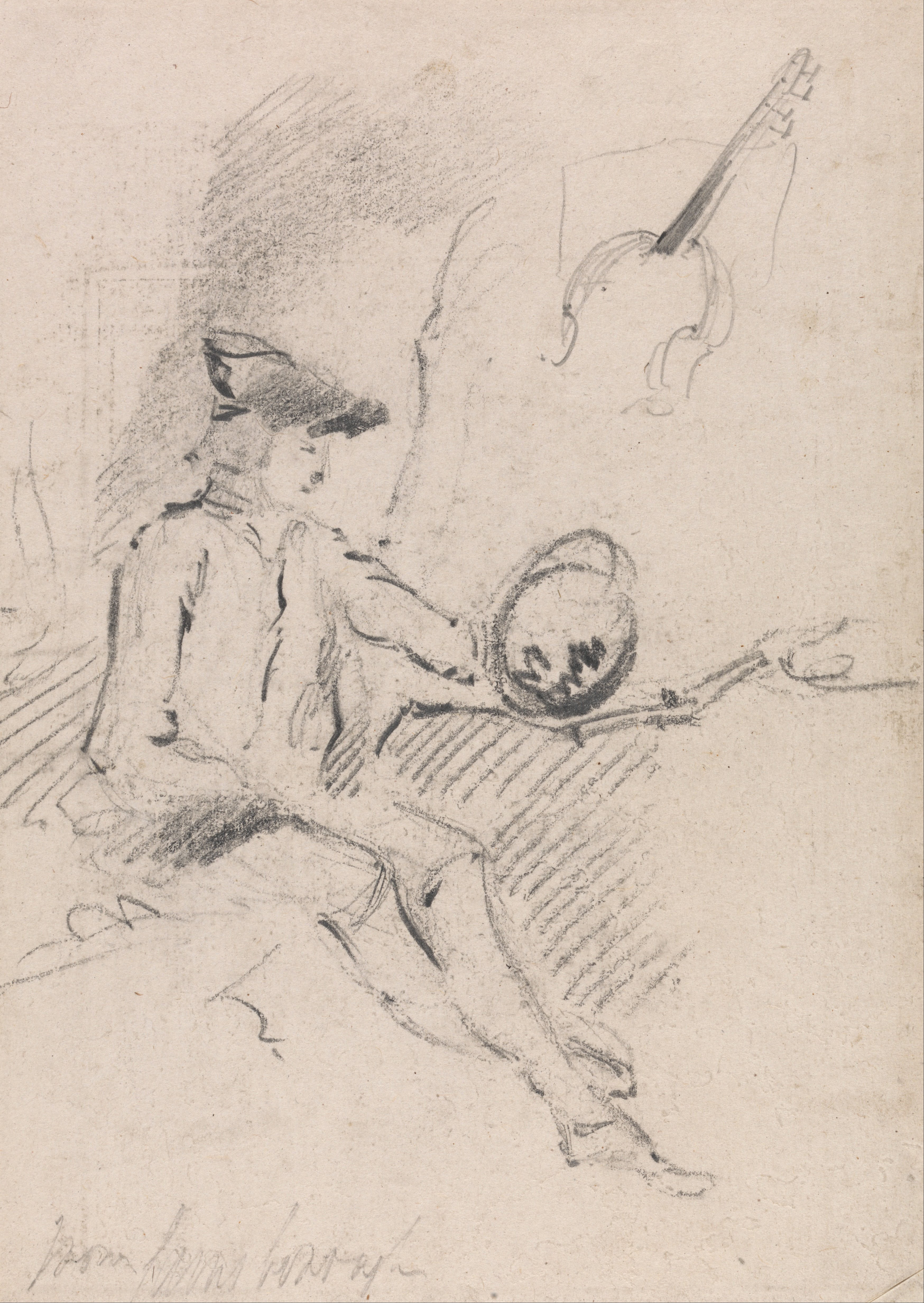
Thomas Gainsborough, Hombre sosteniendo un espejo de Claude, dibujo, Yale Center for British Art.

Estos instrumentos fueron muy usados por los pintores paisajistas ingleses de finales del siglo XVIII y principios del XIX como método a partir del cual realizar bocetos y apuntes de color de los paisajes que luego iban a pintar. Aquel que lo utilizaba adoptaba una postura muy característica pues tenía que volver la espalda al paisaje real para poder ver la imagen que se veía reflejada en el espejo – como un si de una lente pre-fotográfica se tratara – que así adquiría una sutil gradación de los tonos de luz y de color. El padre Thomas West en A guide to the Lakes (1778) explica que “la persona que lo usa [el espejo] tiene siempre que dar la espalda al objeto que quiere ver. Debe sostenerlo por la parte superior de la caja … moviéndolo un poco a la derecha o a la izquierda (en la posición que permita ver la parte requerida) y llevando la pantalla con la cara hacia el sol”.

## Historia
El cristal de Claude recibe su nombre por Claude Lorrain, pintor francés del siglo XVII, célebre sobre todo por sus paisajes y vistas escénicas clásicas, muy apreciado ya en su época y en el siglo XVIII, considerado sinónimo de la estética de lo pintoresco (adjetivo este último entendido como ideal estético en pintura). No está documentado que él los usara. Pero se suponía que el cristal de Claude ayudaría a conseguir obras similares a las de Lorrain. El reverendo William Gilpin, clérigo, pintor aficionado y profesor del siglo XVIII que fue uno de los creadores del género estético de lo pintoresco, abogaba por el uso de estos espejos diciendo que “da al objeto de la naturaleza un tinte suave y meloso similar a los tonos del Maestro”.
Los turistas y artistas amateurs que utilizaban estos espejos pronto se convirtieron en blancos de la sátira de la época. Hugh Sykes Davis, observándolos dirigiendo su mirada hacia el espejo, en dirección opuesta a la vista real, comentaba: “Esto es muy típico de su actitud hacia la Naturaleza, de tal forma que esa posición y no otra debería ser la deseada”.